# عبود الخضري
عبود الخضري (27 نوفمبر 1947 بورسعيد مصر - ) هو لاعب كرة قدم مصري، يلعب كمدافع.

## وصلات خارجية
- عبود الخضري على موقع قاعدة بيانات كرة القدم.إي يو (الإنجليزية)